# Landé-Faktor

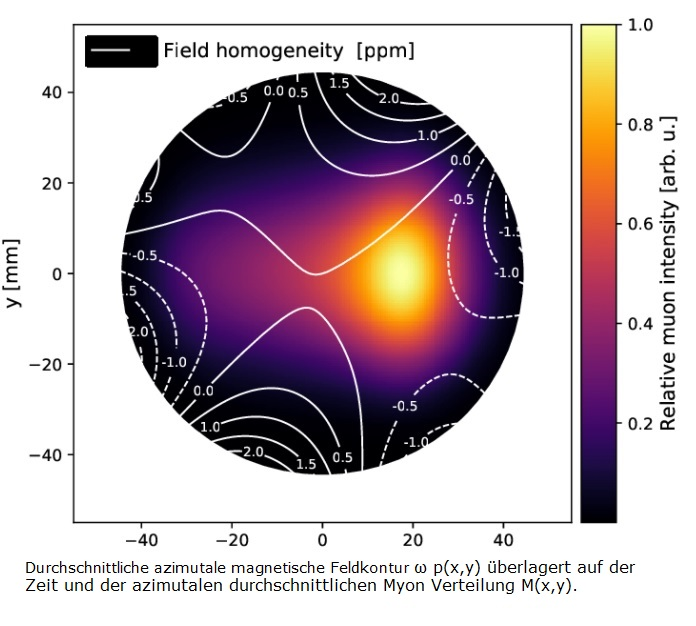
Darstellung des anomalen magnetischen Moments des Myons

Der Landé-Faktor {\displaystyle g} (nach Alfred Landé) (auch gyromagnetischer Faktor, kurz: g-Faktor) ist für ein Atom, einen Atomkern oder ein Elementarteilchen der Quotient aus der Größe des gemessenen magnetischen Moments und der Größe des magnetischen Moments, das bei dem vorliegenden Drehimpuls nach der klassischen Physik theoretisch zu erwarten wäre. Mit dem Vorzeichen wird angezeigt, ob das magnetische Moment zur erwarteten Richtung parallel oder antiparallel liegt. Hierbei ist die Konvention allerdings nicht ganz eindeutig, so dass derselbe g-Faktor in der Literatur mit unterschiedlichen Vorzeichen zu finden ist.
Als klassischer Vergleichswert wird das magnetische Moment für ein System berechnet, das die gleiche Masse, die gleiche elektrische Ladung und den gleichen Drehimpuls besitzt. Bei reinem Bahndrehimpuls herrscht Übereinstimmung, daher ist {\displaystyle g_{\ell }=1} (der Index {\displaystyle \ell } ist das Symbol für den Bahndrehimpuls). Abweichende Fälle {\displaystyle g\neq 1} erklären sich, wenn der Gesamtdrehimpuls ganz oder teilweise vom Spin herrührt.
Liegt reiner Spindrehimpuls vor, heißt der g-Faktor {\displaystyle g_{s}} auch Spin-g-Faktor oder anomaler g-Faktor des Spins und hat für jede Teilchenart einen feststehenden charakteristischen Wert. Beispielsweise ist für das Elektron {\displaystyle g_{s}\approx 2}, für das Proton {\displaystyle g_{s}\approx 5{,}6}, für das Neutron {\displaystyle g_{s}\approx -3{,}8}.
Wenn der Gesamtdrehimpuls des Systems im betrachteten Zustand aus beiden Arten Drehimpuls zusammengesetzt ist, ist der g-Faktor eine Kombination aus {\displaystyle g_{s}} und {\displaystyle g_{\ell }} nach der Landé-Formel (s. u.).
Befindet sich das System in einem Magnetfeld, präzedieren die Vektoren {\displaystyle {\vec {J}}} (Gesamtdrehimpuls) und {\displaystyle {\vec {\mu }}} (magnetisches Moment), deren Erwartungswerte immer zueinander parallel oder antiparallel sind, mit der Larmor-Frequenz um die Richtung des Magnetfelds. Das verursacht eine beobachtbare Aufspaltung des Energieniveaus, aus deren Größe der g-Faktor bestimmt werden kann (siehe Zeeman-Effekt, magnetische Kernresonanz, Elektronenspinresonanz). Solche Messungen haben entscheidend zur Entdeckung des Spins und zur Aufklärung des Aufbaus der Elektronenhülle und der Atomkerne beigetragen.

## Theorie

### Magnetisches Moment
Nach der klassischen Physik hat ein Körper mit Masse {\displaystyle m} und elektrischer Ladung {\displaystyle q}, der mit dem Drehimpuls {\displaystyle {\vec {\ell }}} eine Kreisbahn beschreibt, ein magnetisches Moment:
{\displaystyle {\vec {\mu }}_{\ell }={\frac {q}{2m}}{\vec {\ell }}\quad }
(kleine Buchstaben für Einteilchen-, große für Mehrteilchensysteme)
Das gyromagnetische Verhältnis nach der klassischen Physik ist demnach {\displaystyle {\tfrac {|{\vec {\mu }}_{\ell }|}{|{\vec {\ell }}|}}={\tfrac {|q|}{2m}}}. Ist die Ladung positiv, dann ist das magnetische Moment parallel zum Drehimpuls, bei negativer Ladung antiparallel.
Dies gilt auch für den Bahndrehimpuls {\displaystyle {\vec {\ell }}} in der Quantenmechanik (wobei hier genau genommen die Operatoren {\displaystyle {\hat {\vec {\mu }}}} bzw. {\displaystyle {\hat {\vec {\ell }}}} gemeint sind). Dagegen weicht das mit dem Spin {\displaystyle {\hat {\vec {s}}}{\mathord {=}}{\tfrac {\hbar }{2}}{\hat {\vec {\sigma }}}} (den es in der klassischen Physik nicht gibt) verbundene magnetische Moment davon ab, was in der Formel mit einem „anomalen Spin-g-Faktor“ {\displaystyle g_{s}} berücksichtigt wird:
{\displaystyle {\vec {\mu }}_{s}=g_{s}{\frac {q}{2m}}{\vec {s}}}
Die Operatoren für den Gesamtdrehimpuls bzw. das gesamte magnetische Moment eines Teilchens sind:
{\displaystyle {\vec {j}}={\vec {\ell }}+{\vec {s}}\quad {\mbox{bzw.}}\quad {\vec {\mu }}={\vec {\mu _{\ell }}}+{\vec {\mu _{s}}}={\frac {q}{2m}}(g_{\ell }{\vec {\ell }}+g_{s}{\vec {s}})\,}.
(Den eigentlich überflüssigen Faktor {\textstyle g_{\ell }=1} schreibt man gerne hinzu, damit die Gleichung symmetrisch wird.)
Um diese Formeln allgemein und auch für neutrale Teilchen (wie das Neutron) verwenden zu können, obwohl deren Bahndrehimpuls wegen {\displaystyle q{\mathord {=}}0} kein magnetisches Moment erzeugt, schreibt man
{\displaystyle {\vec {\mu }}={\frac {q}{2m}}(g_{\ell }{\vec {\ell }}+g_{s}{\vec {s}}),}
wobei für neutrale Teilchen {\displaystyle q{\mathord {=}}{\mathord {+}}e} und {\displaystyle g_{\ell }{\mathord {=}}0}  einzusetzen ist. Hier richtet sich das Vorzeichen also danach, ob das magnetische Moment parallel oder antiparallel zum Spin ist.
Wenn das System aus mehreren Teilchen derselben Art besteht (z. B. Elektronen in der Atomhülle), dann addieren sich alle Bahndrehimpulsoperatoren zum gesamten Bahndrehimpuls {\displaystyle {\vec {L}}=\sum {\vec {\ell _{i}}}} und alle Spinoperatoren zum Gesamtspin {\displaystyle {\vec {S}}=\sum {\vec {s_{i}}}}. Die Operatoren für den Gesamtdrehimpuls des Systems und sein gesamtes magnetisches Moment sind die Vektorsummen
{\displaystyle {\vec {J}}={\vec {L}}+{\vec {S}}\quad {\mbox{bzw.}}\quad {\vec {\mu }}={\vec {\mu _{L}}}+{\vec {\mu _{S}}}={\frac {q}{2m}}(g_{\ell }{\vec {L}}+g_{s}{\vec {S}}).}

### Landé-Formel
Wegen {\displaystyle g_{\ell }\neq g_{s}} sind die oben definierten Vektoren {\displaystyle {\vec {\jmath }}} und {\displaystyle {\vec {\mu }}} nicht parallel. Wenn aber in einem durch die Energie festgelegten Zustand die Quantenzahlen {\displaystyle \ell ,s,j,m_{j}} für die Beträge von Bahn-, Spin- und Gesamtdrehimpuls (und dessen {\displaystyle z}-Komponente) bestimmte Werte haben, wirkt sich das magnetische Moment nur durch seine Komponente parallel zu {\displaystyle {\vec {\jmath }}} aus (Wigner-Eckart-Theorem, veranschaulicht durch „Die zum Drehimpuls senkrechten Komponenten mitteln sich heraus.“). Zur Unterscheidung von den Quantenzahlen werden die Operatoren jetzt „mit Dach“ {\displaystyle {\hat {\vec {\jmath }}}} (etc.) geschrieben. Zu beachten ist auch, dass die Symbole {\displaystyle {\hat {\vec {\jmath }}},\ {\hat {\vec {\ell }}},\ {\hat {\vec {s}}},\ {\hat {\vec {\mu }}}} hier die physikalischen Größen mit ihrer Dimension bezeichnen, die Symbole {\displaystyle j,\ell ,s} aber die reinen Quantenzahlen. Der Operator {\displaystyle {\hat {\vec {\jmath }}}^{2}} hat also z. B. den Eigenwert {\displaystyle j(j+1)\hbar ^{2}}.
Als Operator ist {\displaystyle {\hat {\vec {\mu }}}} also nicht ein Vielfaches von {\displaystyle {\hat {\vec {\jmath }}}}, aber effektiv tritt an seine Stelle die zu {\displaystyle {\hat {\vec {\jmath }}}} parallele Komponente {\displaystyle {\hat {\vec {\mu }}}_{\text{eff}}}, mit der auch der resultierende {\displaystyle g}-Faktor {\displaystyle g_{j}} festgelegt wird:
{\displaystyle {\hat {\vec {\mu }}}_{\text{eff}}={\frac {({\hat {\vec {\mu }}}\cdot {\hat {\vec {\jmath }}})}{{\hat {\vec {\jmath }}}^{2}}}\,{\hat {\vec {\jmath }}}=g_{j}{\frac {q}{2m}}{\hat {\vec {\jmath }}}}
Der resultierende {\displaystyle g}-Faktor ist demnach der Wert des Operators
{\displaystyle g_{j}={\frac {2m}{q}}{\frac {({\hat {\vec {\mu }}}\cdot {\hat {\vec {\jmath }}})}{{\hat {\vec {\jmath }}}^{2}}}\quad ={\frac {g_{\ell }({\hat {\vec {\ell }}}\cdot {\hat {\vec {\jmath }}})+g_{s}({\hat {\vec {s}}}\cdot {\hat {\vec {\jmath }}})}{\hbar ^{2}j(j+1)}}.}
Wenn man {\displaystyle {\hat {\vec {s}}}={\hat {\vec {\jmath }}}-{\hat {\vec {\ell }}}} quadriert, lässt sich das erste Skalarprodukt gemäß
{\displaystyle ({\hat {\vec {\jmath }}}\cdot {\hat {\vec {\ell }}})={\tfrac {1}{2}}\,({\hat {\vec {\jmath }}}^{2}+{\hat {\vec {\ell }}}^{2}-{\hat {\vec {s}}}^{2})={\tfrac {1}{2}}(j(j+1)+\ell (\ell +1)-s(s+1))\,\hbar ^{2}}
durch die Quantenzahlen ausdrücken, das zweite analog. Es folgt die verallgemeinerte Landé-Formel
{\displaystyle g_{j}={\frac {1}{2}}{\frac {g_{\ell }(j(j+1)+\ell (\ell +1)-s(s+1))+g_{s}(j(j+1)+s(s+1)-\ell (\ell +1))}{j(j+1)}}.}
Für ein Elektron setzt man {\displaystyle g_{\ell }=1} und {\displaystyle g_{s}\approx 2} und erhält so die gewöhnliche Landé-Formel
{\displaystyle g_{j}=1+{\frac {\,j(j+1)-\ell (\ell +1)+s(s+1)}{2j(j+1)}}.}
Für eine ganze Atomhülle mit mehreren Elektronen muss die Art der Kopplung der Drehimpulse berücksichtigt werden. Die einfache Landé-Formel ist im Fall der LS-Kopplung richtig, weil nur dann in dem betrachteten Zustand der gesamte Bahndrehimpuls {\displaystyle {\hat {\vec {L}}}} und der gesamte Spindrehimpuls {\displaystyle {\hat {\vec {S}}}} wohldefinierte Werte haben. Für die Berechnung werden nur die Valenzelektronen berücksichtigt, die sich nach den Hundschen Regeln auf die verschiedenen Niveaus der höchsten besetzten Schale verteilen, da die Drehimpuls- und Spinquantenzahlen abgeschlossener Schalen zu Null koppeln.
Die einfache Landé-Formel enthält noch nicht den genaueren Spin-g-Faktor des Elektrons, der aufgrund von Effekten der Quantenelektrodynamik um 0,116 % größer ist.
Landé selbst hatte 1923 (fast richtig) {\displaystyle g=1+{\tfrac {j^{2}-{\tfrac {1}{4}}-\ell ^{2}+s^{2}}{2(j^{2}-{\tfrac {1}{4}})}}} angegeben. Erst nach der Entdeckung der quantenmechanischen Formeln für den Drehimpuls 1925 entstand die korrekte Version.

## Anomale g-Faktoren des Spins

### Elektron

Vertexkorrektur als Feynman-Diagramm. Sie bewirkt eine Änderung des g-Faktors um. Hinzu kommen noch Korrekturen höherer Ordnung.

In der theoretischen Beschreibung des Elektrons durch die Schrödinger-Gleichung gibt es zunächst keinen Spin. Mit der Entdeckung des halbzahligen Spins musste dem Elektron aufgrund der Beobachtungen am anomalen Zeeman-Effekt der anomale gyromagnetische Faktor {\displaystyle g_{e}{\mathord {=}}2} zugeschrieben werden. In der Erweiterung der Schrödingergleichung zur Pauli-Gleichung wird der Spin einbezogen, wobei der gyromagnetische Faktor frei wählbar, also unerklärt ist. Erst die relativistische Beschreibung des Elektrons durch die Dirac-Gleichung für Spin-½-Fermionen ergab theoretisch {\displaystyle g_{e}{\mathord {=}}2}. Entgegen verbreiteter Meinung kann dieser Wert auch aus der nichtrelativistischen Schrödingergleichung begründet werden, wenn man sie geeignet modifiziert.
Experimente der Elektronenspinresonanz zeigten später geringe Abweichungen. Zuweilen werden nur diese zusätzlichen Abweichungen anomales magnetisches Moment genannt, Experimente zu ihrer Bestimmung heißen auch (g-2)-Experimente. Diese Abweichungen ergeben sich größtenteils aus  quantenelektrodynamischen Korrekturen in der Ankopplung des Elektrons an das Magnetfeld. Das Standardmodell der Elementarteilchenphysik liefert einen theoretischen Wert von
{\displaystyle g_{\,{\text{Elektron, theoretisch}}}=2{,}002\,319\,304\,363\,22(46),}
wohingegen Experimente nach derzeitiger Messgenauigkeit einen Wert von
{\displaystyle g_{\,{\text{Elektron, gemessen}}\;\;\,\!}=2{,}002\,319\,304\,362\,56(35)}
ergeben.

### Myon

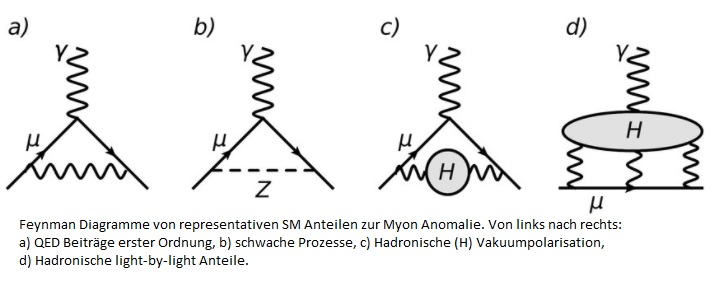
Beiträge zum anomalen magnetischen Moment des Myons. Dominierend ist, wie beim Elektron, die QED-Vertexkorrektur (a). Die schwachen Beiträge (b), nicht aber die hadronischen (c), sind im Falle des Elektrons vernachlässigbar.

Die präzise Berechnung des g-Faktors und der Vergleich mit dem Experiment beim Myon dient als Präzisionstest des Standardmodells der Elementarteilchenphysik. In diesem gilt die Lepton-Universalität, nach der sich die geladenen Leptonen nur in ihrer Masse unterscheiden. Aufgrund der höheren Masse des Myons folgt für dessen gyromagnetischen Faktor durch Quantenkorrekturen ein geringfügig anderer Wert als für das Elektron,
{\displaystyle g_{\,{\text{Myon, theoretisch 2020}}}=2{,}002\,331\,836\;20(86)}.
Die neuesten gemessenen Werte für den gyromagnetischen Faktor liegen hingegen bei
{\displaystyle g_{\,{\text{Myon, gemessener Wert 2021}}\;\;\,\!}=2{,}002\,331\,841\;22(82)}.
{\displaystyle g_{\,{\text{Myon, gemessener Wert 2023}}\;\;\,\!}=2{,}002\,331\,841\;10(48)}.
Dies entspricht einer Differenz von der theoretischen Vorhersage um 4,2 (bzw. beim neueren Wert sogar um 5.2) Standardabweichungen; dass dies eine statistische Fluktuation ist, hätte eine Wahrscheinlichkeit von ca. 1:100000. Im Gegensatz zum Elektron stimmen theoretischer und gemessener Wert daher nicht überein, was als ein starker Hinweis auf die Verletzung der Lepton-Flavour-Universalität und Physik jenseits des Standardmodells interpretiert werden kann.
Neuere Berechnungen des Wertes auf dem JUWELS, einem Supercomputer des Forschungszentrums Jülich, ergeben hingegen einen theoretischen Wert von
{\displaystyle g_{\,{\text{Myon, theoretisch 2021}}}=2{,}002\,331\,839\;08()}.
Damit wäre der gemessene Wert sehr nahe dem neu berechneten theoretischen Wert. Mit besseren Supercomputern werden noch genauere theoretische Werte erwartet und auch die Experimentatoren arbeiten daran, die Genauigkeit ihrer Experimente zu verbessern. Damit wäre kein Indiz für eine Physik jenseits des Standardmodells gegeben.

### Zusammengesetzte Teilchen
Zusammengesetzte Teilchen haben deutlich andere gyromagnetische Faktoren:
{\displaystyle g_{\,{\text{Proton}}\,\,}=\;\;\;5{,}585\,694\,689\,3(16)\ ,\ }
{\displaystyle g_{\,{\text{Neutron}}}=-3{,}826\,085\,45(90)\ .\ }
Die g-Faktoren dieser Nukleonen sind nicht genau berechenbar, da das Verhalten ihrer Bestandteile, Quarks und Gluonen, nicht genügend genau bekannt ist.
Beim gyromagnetischen Faktor des Neutrons handelt es sich genau genommen um die Stärke der Spin-Magnetfeld-Energie des Neutrons im Vergleich zur Bahndrehimpuls-Magnetfeld-Energie des Protons, denn das Neutron ist ungeladen und hat keine Bahndrehimpuls-Magnetfeld-Energie.
Ebenso wie die gyromagnetischen Faktoren der Protonen und Neutronen kann der Kern-g-Faktor nicht a-priori berechnet werden, sondern muss experimentell bestimmt werden.

### Bestimmungsgeschichte
Der g-Faktor, insbesondere der Wert {\displaystyle g_{s}=2} für das Elektron, wurde 1923 von Landé phänomenologisch eingeführt, um die Beobachtungen am anomalen Zeeman-Effekt in Formeln zu fassen. Eine theoretische Erklärung wurde 1928 mit der Dirac-Gleichung gefunden. Die stark abweichenden Werte für Proton (1933) und Neutron (1948) konnten erst Jahrzehnte später im Quark-Modell verstanden werden. Die kleine Abweichung vom Dirac-Wert {\displaystyle g_{s}=2} beim Elektron wurde bei gebundenen Elektronen durch Polykarp Kusch und andere ab 1946 entdeckt, für freie Elektronen durch H. Richard Crane ab 1954, bis hin zu einer Präzisionsmessung auf 13 Dezimalstellen 2011 durch D. Hanneke, in Übereinstimmung mit der theoretischen Berechnung im Standardmodell der Elementarteilchen.
Der Bestimmung des g-Faktors des Myons widmete sich insbesondere Vernon Hughes, gipfelnd in einem Experiment am Brookhaven National Laboratory, dessen Ergebnisse 2002 vorgelegt wurden. Der Vergleich mit der Theorie ist beim Myon insofern schwieriger, als in den theoretischen Wert zusätzliche experimentelle Werte mit geringerer Genauigkeit mit einfließen. Eine Analyse ergab 2009 eine Abweichung von den Vorhersagen des Standardmodells, das Experiment Muon g-2 am Fermilab wird den Wert genauer vermessen. Erste Ergebnisse, die die Messungen von Brookhaven bestätigen, wurden im April 2021 veröffentlicht.